# باكوبا
الباكوبا أو زوفا الماء (الاسم العلمي: Bacopa) (بالإنجليزية: Waterhyssop)‏ هي جنس من النباتات يتبع الفصيلة الحملية من رتبة الشفويات.